# Khólodivka
Khólodivka (en (ucraïnès): Холодовка) és un poble de la República Autònoma de Crimea a Ucraïna, que el 2014 tenia 696 habitants. Pertany al districte de Sudak. Fins al 1948 la vila es deia Osmantxik.